# Stadtbund Münchner Frauenverbände
Der Stadtbund Münchner Frauenverbände existiert seit 1914 als Dachverband für Frauenorganisationen, die in München unterschiedlichste Fraueninteressen vertreten. Der Stadtbund finanziert sich durch Mitgliedsbeiträge und wird vom Sozialreferat der Landeshauptstadt München gefördert.

## Geschichte

### 1914–1934
Der 28. Januar 1914 wird als das Gründungsdatum des Stadtbunds Münchner Frauenvereine betrachtet. Luise Kiesselbach (1863–1929), seit 1913 Vorsitzende des Vereins für Fraueninteressen, hatte für diesen Tag eine Sitzung in das Künstlerinnenhaus der Damenakademie in der Barer Straße 21 einberufen. Sie wollte mit einem Zusammenschluss der Frauenvereine den Einfluss der Frauen auf kommunaler Ebene stärken – modern gesagt, ein Netzwerk schaffen. Am 12. Februar genehmigte eine konstituierende Versammlung Satzungen. Paragraph 1 formulierte den Zweck, „[...] durch Zusammenschluss von Vereinen, die auf dem Boden der modernen Frauenforderungen und -bestrebungen stehen, die Interessen der Frauen Münchens bei besonderen Gelegenheiten unter der Berücksichtigung der örtlichen Verhältnisse gemeinsam zu vertreten und durch vorangehende Verständigung einer Zersplitterung an Kraft, Zeit und Geld vorzubeugen.“
Im Jahresbericht des Vereins für Fraueninteressen für 1914 heißt es über den Stadtbund: „Es gehören ihm bis jetzt 23 Frauenvereine und gemischte Vereine an, darunter die wichtigsten unserer Berufsorganisationen. Wie in anderen grossen Städten, die vielfach schon mit solchen Gründungen vorangegangen sind, hielten sich auch hier die konfessionellen Vereine zurück; der Stadtbund trägt also den Charakter eines Zusammenschlusses interkonfessioneller Frauenorganisationen, der deren gemeinsame Interessen einheitlich vertreten kann, aber keineswegs im Gegensatz zu den konfessionellen Vereinigungen steht, sondern bei besonderen Gelegenheiten und von Fall zu Fall mit ihnen zusammengehen wird. Durch Beratung über die Arbeit, durch gemeinsame Veranstaltungen usw., hoffen die Vereine des Stadtbundes künftig eine Zersplitterung der Kräfte künftig vermeiden und einzelne Frauenforderungen mit grösserem Nachdruck vertreten zu können.“ Publizistisches Organ war der Vereins-Anzeiger des Stadtbundes Münchener Frauen-Vereine, er erschien ab Oktober 1914 alle zwei Wochen. Hier wurde am 1. April 1914 verkündet: „Jede dem Verbande angehörende Organisation hat die gleichen Rechte und genießt alle aus dem Zusammenschluß erwachsenden Vorteile, wie beispielsweise ein gelegentliches Eintreten des gesamten Verbandes für ihr speziellen Bestrebungen. Jedes Unternehmen [...] wird so durch eine Mitgliederzahl von mehreren tausend Personen gestützt. Es steht zu hoffen, daß der Stadtbund sich [...] zu einem Machtfaktor entwickeln wird, mit dem im öffentlichen Leben München gerechnet werden muß.“
Die Redaktion des Anzeigers sowie die Geschäftsführung des Bunds hatten ihren Sitz beim Verein für Fraueninteressen in der Brienner Straße 37. Der Verein gab immer wieder Aufgaben an den Stadtbund ab, z. B. ab 1914 Vorträge und Tätigkeiten rund um den Kriegsalltag, Kriegswohlfahrtspflege und politische Schulung der Frauen. So appellierte am 1. Oktober 1914 ein höchst patriotischer „Aufruf an die Frauen Münchens“, sich für „Ehre, Ansehen, Freiheit und Recht des deutschen Volkes“ sowie die Behebung der kriegsbedingten sozialen Not einzusetzen.
1918 zählte der Stadtbund 48 Vereine, größtenteils Berufsvereine. Die enge Verbundenheit zwischen Verein und Stadtbund dauerte bis 2020, hin und wieder in Personalunion, auch wenn der Bund 1934 im Zuge der Auslöschung der gesamten Frauenbewegung durch die Nationalsozialisten aufgelöst wurde.

### 1946–1976
Ein Versuch der Wiederbelebung 1946 scheiterte am Verbot durch die amerikanische Militärregierung. Erst Am 28. Mai 1949 riefen die Vorsitzenden des Vereins für Fraueninteressen und Frauenarbeit und der Gedok (Gemeinschaften der Künstlerinnen und Kunstfördernden e. V.) elf Münchner Frauenvereine auf, sich zum Gedankenaustausch über die mögliche Gründung eines Arbeitsausschusses überparteilicher Frauenvereinigungen Münchens zu versammeln. „Der ehemalige Stadtbund [soll] unter völlig veränderten Verhältnissen wieder aufleben [...]. Parteien waren im ehemaligen Stadtbund nicht vertreten und sollen auch jetzt nicht zugezogen werden“, heißt es im Protokoll. Am 23. August tagte die Gründungsversammlung mit folgenden ersten Mitgliedern:
- Bund Deutscher Akademikerinnen
- Evangelischer Frauenbund
- Freie Selbsthilfe
- Gedok
- Künstlerinnen-Verein
- Paritätischer Berufsverband der Wohlfahrtspflegerinnen
- Pestalozzi-Fröbel-Verband
- Verein für Fraueninteressen und Frauenarbeit e. V.

Ab Juli 1950 benannte sich der Arbeitsausschuss um in Stadtbund überparteilicher Münchner Frauenvereine; fünf neue Vereine kamen dazu. Der Stadtbund funktionierte als lose geführte Arbeitsgemeinschaft ohne Vorstand und Satzungen. Erst 1957 gab man sich eine Geschäftsordnung. Die Delegierten trafen sich nur, wenn Themen, Frauenanliegen betreffend, anstanden. Auf jeder Sitzung wechselte die Federführung. Eine gewählte Vorsitzende scheint es bis 1967 nicht gegeben zu haben. Rasch begann der Stadtbund, auch auf politischer Ebene zu agieren: 1952 mit dem Protest gegen eine Entscheidung des bayerischen Landtags, das Entscheidungsrecht des Ehemanns und Vaters beizubehalten, 1953 gegen die Entscheidung, die Aufnahme des sog. Gleichberechtigungsgesetzes ins Grundgesetz zu verschieben.

### Nach 1976
Ab 1976 orientierte man sich neu: Man wollte nun am politischen Leben der Stadt teilhaben und suchte die Nähe zu Stadträtinnen. Die Aktion „Frauen wählt Frauen“ wurde zur Dauereinrichtung, heute finden vor Landtags- und Bundestagswahlen Gespräche mit den Spitzenkandidaten statt und die Mitgliedsvereine werden aufgerufen, „Wahlprüfsteine“ für ihre Organisationen zu erstellen. 2014 beschrieb die damalige 2. Bürgermeisterin Christine Strobl die Funktion des Verbands als „Mittlerin für die Interessen von Frauen zwischen Verbänden, Politik und Kommunalverwaltung“. Der Verband ist Mitglied der Stadtratskommission zur Gleichstellung von Frauen der Landeshauptstadt München (sie hat als einzige Stelle in Deutschland das Recht, Empfehlungen an den Stadtrat auszusprechen), im Ausländerbeirat und am Runden Tisch „Aktiv gegen Männergewalt“. Das Aktionsbündnis Parité in den Parlamenten wurde vom Stadtbund Münchner Frauenverbände gemeinsam mit dem Verein für Fraueninteressen ins Leben gerufen. 2020 endete die enge Zusammenarbeit mit dem Verein für Fraueninteressen. Der Stadtbund hat jetzt seinen Sitz am Kufsteiner Platz. 2025 zählt er 75 Mitgliedsvereine mit geschätzt mehreren tausend Personen, die das rege Leben der Münchner Frauen durch alle Lebenslagen und Interessen abbilden. Monatliche Treffen sind Anlass für Vorträge, Diskussionsrunden oder Mitgliedsversammlungen. Der Vorstand wird alle drei Jahre für maximal neun Jahre gewählt.

### Die Vision
- Gleiche Chancen für Frauen in allen gesellschaftlichen Bereichen
- Frauen gestalten Wirtschaft, Politik und Gesellschaft gleichberechtigt
- Umsetzung des in der Verfassung verankerten Grundsatzes der Gleichberechtigung

## Namen des Bundes
- Stadtbund Münchner Frauenvereine, (1914)

Luise Kiesselbach (1892), die Gründerin und erste Vorsitzende des Stadtbundes

- Arbeitsausschuss überparteilicher Frauenvereinigungen Münchens (FAG), (ab 1946)
- Stadtbund überparteilicher Münchner Frauenvereine, (1949)
- Stadtbund Münchner Frauenverbände (seit 1950)

## Vorsitzende
- Luise Kiesselbach (1914–1929)
- Amalie Nacken (1929–1932)
- Dr. Gertraud Wolf (Stadträtin, MdL) (1932–1934)
- vorübergehend Dr. Gisela Mauermayer-Schmid
- Irma Lotte Haesler-Oeser (1953)
- Bis 1967 keine Vorsitzende, wechselnde Federführung
- Dr. L. Andres (1967–1973)
- Dr. Elisabeth Schürer von Witzleben (1973–1976)
- Gretl Rueff (1976–1984)
- Helga Ziegler (1984–1990)
- Elke Kästle (1990–1996)
- Dr. Sibylle Groß (1996–2002)
- Dr. Bettina Marquis (2002–2008)
- Christa Weigl-Schneider (2008–2014)
- Renate Maltry (2014–2024)
- Maryam Giyahchi (ab 2024)

## Aktionsbündnisse
- Runder Tisch gegen Männergewalt
- Migrationsbeirat
- Münchner Bündnis gegen Frauenaltersarmut
- Equal Pay Day
- Aktionsbündnis Parité in den Parlamenten 2014–2020